# Antrel Rolle
Antrel Rocelious Rolle (urodzony 16 grudnia 1982 roku w Homestead w stanie Floryda) – amerykański zawodnik futbolu amerykańskiego, grający na pozycji free safety oraz cornerback. W rozgrywkach akademickich NCAA występował w drużynie Miami Hurricanes.
W roku 2005 przystąpił do draftu NFL. Został wybrany w pierwszej rundzie (8. wybór) przez zespół Arizona Cardinals. W drużynie tej występował do sezonu 2009. 5 marca 2010 r. podpisał 5-letni kontrakt z inną drużyną NFL New York Giants. Dzięki tej umowie stał się jednym z najlepiej zarabiających zawodników występujących na pozycji safety.
Dwukrotnie został wybrany do meczu gwiazd Pro Bowl oraz raz do najlepszej drużyny ligi All-Pro. W sezonie 2011 został mistrzem NFL wygrywając z drużyną z Nowego Jorku Super Bowl.